# Łumszyno
Łumszyno (biał. Ломшына, ros. Ломшино) – wieś na Białorusi, w obwodzie mińskim, w rejonie mińskim, w sielsowiecie Łoszany.
W czasach Rzeczypospolitej ziemie te leżały w województwie mińskim. Odpadły od Polski w wyniku II rozbioru. W granicach Rosji wieś należała do ujezdu mińskiego w guberni mińskiej. Ponownie pod polską administracją w latach 1919–1920 w okręgu mińskim Zarządu Cywilnego Ziem Wschodnich.
Przy wsi istniały dwa folwarki (dziś osobne wsie):
- Folwark Stare Łumszyno (obecnie Krynicy)
- Folwark Łumszyno (obecnie Putniki)[4]